# 헬싱키 대성당

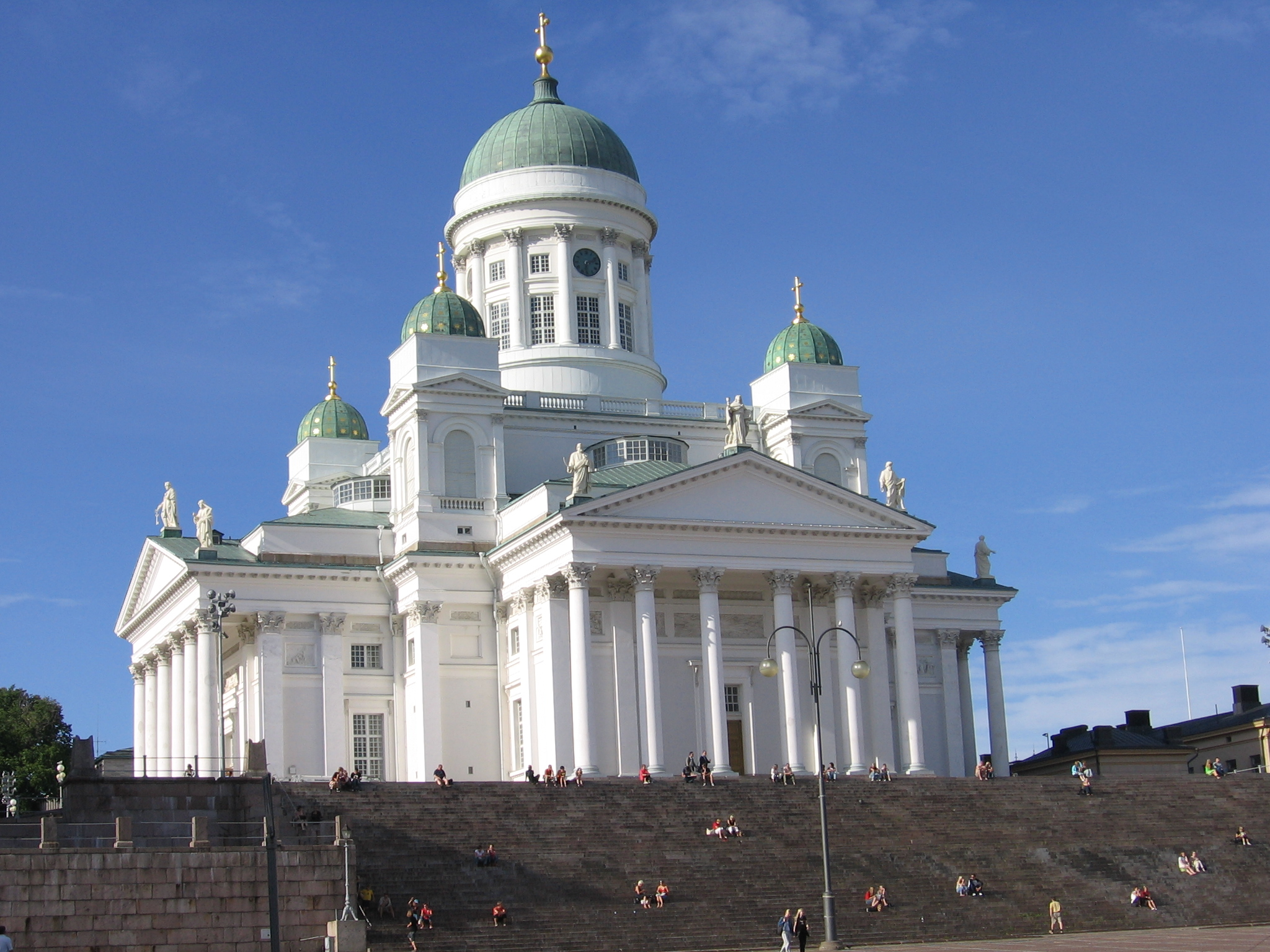
헬싱키 대성당

헬싱키 대성당(핀란드어: Helsingin tuomiokirkko or Suurkirkko, 스웨덴어: Helsingfors domkyrka or Storkyrkan)은 핀란드의 수도인 헬싱키의 중심부에 있는 대성당이다. 이 대성당은 핀란드 루터교회 헬싱키 교구에 속해 있다. 1917년 핀란드 독립 전까지는 성 니콜라우스 성당이라고 불렸다. 신고전주의 건축 양식으로 만들어진 대표적인 성당이기도 하다.
헬싱키의 중심부에 있는 이 교회는 핀란드에서 유명한 관광 명소이다. 매년 350,000명 정도의 사람 들이 대성당을 방문하고 그 가운데에는 예배에 참석하는 사람들도 있다.

## 같이 보기
- 우스펜스키 대성당
- 성 이사악 성당
- 베를리너 돔